# Il castello magico
Il castello magico (The House of Magic) è un film d'animazione del 2013 diretto da Jeremy Degruson e Ben Stassen. La storia del film si concentra su un tenero gattino abbandonato che cerca rifugio nella casa di un vecchio mago in pensione con i suoi robot e aggeggi.

## Trama
Mentre si trasferisce in una nuova casa a Boston, una coppia ferma la macchina e la donna apre la portiera e lancia una palla giocattolo sul marciapiede in modo che il loro gatto soriano possa inseguirla. Il gattino, in seguito si rende conto che è stato abbandonato dai suoi proprietari quando chiudono la porta e se ne vanno via senza di lui e cerca un rifugio. Un piccolo Chihuahua tenta di fare amicizia con lui ma viene rapidamente trascinato via dal suo proprietario. Dopo vari ostacoli e quasi incidenti, viene inseguito da un grande Doberman fino a quando non arriva in una vecchia casa con la fama di essere maledetta nel quartiere. Entrando da una finestra della soffitta aperta, il gatto esplora degli strani aggeggi e cerca di fare amicizia con un topolino di nome Maggie, che è terrorizzata da lui nonostante il gatto cerchi di convincerla che non mangia nemmeno topi. Il gatto si nasconde dietro un'urna mentre il proprietario della casa, Mr. Lawrence, un vecchio mago gentile, conversa con i vari automi e aggeggi che ha creato per i suoi spettacoli di magia e mentre ne aggiusta uno di nome Edison. Successivamente, mentre Lawrence si appisola, Jack, un coniglio bianco, e Maggie localizzano il gatto dopo aver riattivato Edison e Jack insegue il gattino. Prima che Jack lo butti fuori, Lawrence si sveglia e prende il gattino e decide di adottarlo, nominandolo Tuono (dopo la sua paura del lampo).